# Guglielmo Trevisan
(Guglielmo Trevisan)
Guglielmo Trevisan detto Memo (Trieste, 31 gennaio 1918 – Trieste, 23 dicembre 2003) è stato un calciatore e allenatore di calcio italiano, di ruolo attaccante.

## Carriera

### Calciatore

#### Club
Triestino, esordisce nella squadra della sua città il 31 marzo 1935 nella sconfitta interna per 3-1 contro il Bologna. Dopo due stagioni in prestito nel Ponziana (società di Trieste militante in Serie C), nel 1937 torna in forza agli alabardati mettendo a segno 18 reti nel campionato di Serie A 1937-1938. Nelle due stagioni successive mette a segno altre 19 reti, e dopo aver effettuato un provino con la Lazio nel 1941 passa al Genova 1893. Nella sua seconda annata in rossoblu realizza 20 reti, record tuttora imbattuto di marcature stagionali per un giocatore genoano in Serie A.
Dopo aver militato nelle file del San Giusto durante la guerra, ritorna in forza al Genoa per altre due stagioni, fino al 1947. In quell'anno Nereo Rocco lo richiama alla Triestina, con cui ottiene il secondo posto in campionato (dietro al Grande Torino) contribuendo con 7 reti in 33 partite arretrando nel ruolo di mezzala. Nel 1950, dopo aver disputato una partita nella Coppa Latina con la maglia della Lazio, riveste il ruolo di allenatore-giocatore con Legnano e Piacenza, quest'ultimo in Serie C.
Conclude la carriera ad alti livelli con un'ultima stagione nella Triestina, in difficoltà economica, con la quale firma un contratto a gettone. In quest'ultima annata viene impiegato come libero alle spalle della retroguardia alabardata.

#### Nazionale
Ha giocato con la Nazionale Italiana due partite contro la Germania e l'Ungheria segnando un gol contro quest'ultima. Nel 1950 viene convocato con la Nazionale B, senza tuttavia scendere in campo.

### Allenatore
Dopo gli esordi come allenatore-giocatore nell'Ortona (dove non percepisce stipendio ma solo gettoni di presenza), guida la Triestina (dove subentra ad Aldo Olivieri e vive la doppia retrocessione dalla A alla C), il Cesena, il Pisa e il Vittorio Veneto (quest'ultimo in Serie C). Nel corso del campionato 1968-1969 torna alla Triestina, dove anche in questo caso subentra ad un allenatore (Enrico Radio).
Nel 1970 entra a far parte del settore tecnico della F.I.G.C. come collaboratore del commissario tecnico Ferruccio Valcareggi e in seguito di Enzo Bearzot.

## Statistiche

### Cronologia presenze e reti in nazionale
| Cronologia completa delle presenze e delle reti in nazionale ― Italia | Cronologia completa delle presenze e delle reti in nazionale ― Italia | Cronologia completa delle presenze e delle reti in nazionale ― Italia | Cronologia completa delle presenze e delle reti in nazionale ― Italia | Cronologia completa delle presenze e delle reti in nazionale ― Italia | Cronologia completa delle presenze e delle reti in nazionale ― Italia | Cronologia completa delle presenze e delle reti in nazionale ― Italia | Cronologia completa delle presenze e delle reti in nazionale ― Italia |
| Data                                                                  | Città                                                                 | In casa                                                               | Risultato                                                             | Ospiti                                                                | Competizione                                                          | Reti                                                                  | Note                                                                  |
| --------------------------------------------------------------------- | --------------------------------------------------------------------- | --------------------------------------------------------------------- | --------------------------------------------------------------------- | --------------------------------------------------------------------- | --------------------------------------------------------------------- | --------------------------------------------------------------------- | --------------------------------------------------------------------- |
| 5-5-1940                                                              | Milano                                                                | Italia                                                                | 3 – 2                                                                 | Germania                                                              | Amichevole                                                            | -                                                                     |                                                                       |
| 1-12-1940                                                             | Genova                                                                | Italia                                                                | 1 – 1                                                                 | Ungheria                                                              | Amichevole                                                            | 1                                                                     |                                                                       |
| Totale                                                                |                                                                       | Presenze                                                              | 2                                                                     |                                                                       | Reti                                                                  | 1                                                                     |                                                                       |